# Häädemeeste kommun
Häädemeeste kommun (estniska: Häädemeeste vald) är en kommun i landskapet Pärnumaa i sydvästra Estland. Kommunen ligger vid Rigabukten, cirka 150 km söder om huvudstaden Tallinn. Byn Uulu utgör kommunens centralort.
Den 24 oktober 2017 uppgick Tahkuranna kommun i Häädemeeste kommun.

## Orter
I Häädemeeste kommun finns två småköpingar och 29 byar.

### Småköpingar
- Häädemeeste
- Võiste

### Byar
- Arumetsa
- Ikla
- Jaagupi
- Kabli
- Krundiküla
- Laadi
- Leina
- Lepaküla
- Majaka
- Massiaru
- Mereküla
- Metsaküla
- Metsapoole
- Nepste
- Orajõe
- Papisilla
- Penu
- Piirumi
- Pulgoja
- Rannametsa
- Reiu
- Sooküla
- Soometsa
- Tahkuranna
- Treimani
- Urissaare
- Uuemaa
- Uulu (centralort)
- Võidu